# Annette Rogers
Annette Joan Rogers (San Francisco, 22 oktober 1913 - Des Plaines, 8 november 2006) was een Amerikaans atlete, die zich had toegelegd op de Hoogspringen. Zij nam tweemaal deel aan de Olympische Spelen en won tweemaal goud.

## Loopbaan
Rogers won tijdens de Olympische Zomerspelen 1932 1936 en de gouden medaille met de Amerikaanse 4x100m ploeg, tijdens beide spelen eindigde Rogers als zesde bij het hoogspringen.

## Titels
- Olympisch kampioen 4 × 100 m estafette - 1932, 1936

## Belangrijkste prestaties

### 100 m
| Jaar | Wedstrijd | Plaats | tijd |
| ---- | --------- | ------ | ---- |
| 1936 | OS        | 5e     | 12,2 |

### 4 x 100 m
| Jaar | Wedstrijd | Plaats | tijd    |
| ---- | --------- | ------ | ------- |
| 1932 | OS        | Goud   | 47,0 WR |
| 1936 | OS        | Goud   | 46,9    |

### Hoogspringen
| Jaar | Wedstrijd | Plaats | hoogte |
| ---- | --------- | ------ | ------ |
| 1936 | OS        | 6e     | 1,58m  |
| 1936 | OS        | 6e     | 1,55m  |

1928: Rosenfeld, Smith, Bell, Cook ·
1932: Carew, Furtsch, Rogers, Von Bremen ·
1936: Bland, Rogers, Robinson, Stephens ·
1948: Stad-de Jong, Witziers-Timmer, van der Kade-Koudijs, Blankers-Koen ·
1952: Faggs, Jones, Moreau, Hardy ·
1956: Strickland, Croker, Mellor, Cuthbert ·
1960: Hudson, Williams, Jones, Rudolph ·
1964: Ciepły, Kirszenstein, Górecka, Kłobukowska ·
1968: Ferrell, Bailes, Netter, Tyus ·
1972: Krause, Mickler-Becker, Richter, Rosendahl ·
1976: Oelsner, Stecher, Bodendorf, Eckert ·
1980: Müller, Wöckel, Auerswald, Göhr ·
1984: Brown, Bolden, Cheeseborough, Ashford ·
1988: Brown, Echols, Griffith-Joyner, Ashford ·
1992: Ashford, Jones, Guidry, Torrence ·
1996: Devers, Miller, Gaines, Torrence ·
2000: Fynes, Sturrup, Davis, Ferguson ·
2004: Lawrence, Simpson, Bailey, Campbell ·
2008: Borlée, Mariën, Ouédraogo, Gevaert ·
2012: Madison, Felix, Knight, Jeter ·
2016: Madison, Felix, Gardner, Bowie ·
2020: Williams, Thompson-Herah, Fraser-Pryce, Jackson ·
2024: Jefferson, Terry, Thomas, Richardson